# 港鐵機場鐵路韓製列車
港鐵機場鐵路韓製列車（英語：Lantau Airport Railway K-Train），乃港鐵公司所擁有的直流電傳動通勤型列車，根據機場鐵路列車改良，於2006年至2007年投入服務的增強型列車行走東涌綫。

## 簡述
這款電動列車由南韓Rotem生產（原名Korea Rolling Stock Corporation，縮寫：KOROS，2002年改稱Rotem（全名為Railroading Technology System），2007年因由現代汽車集團收購而改稱現代Rotem，是南韓現代汽車集團成員之一），採用交流牽引電動機及嵌入式車門設計。另外，該類列車的拖卡位於頭尾兩端，並非夾於電動車組的中間。隔音效果比市區綫現代化列車和機場鐵路Adtranz-CAF列車良好，性能也較佳。

## 歷史
由於西鐵綫及迪士尼綫通車，東涌綫分別增加南昌站及欣澳站，使全程行車時間由2002年的22分鐘增加至2005年的27分鐘，因此地鐵向南韓ROTEM增訂4列同類的增強型電動列車（合約編號：TKE-C6522-04E）。原本地鐵公司打算在北港島綫計劃正式開始時才增購東涌綫新列車，但因考慮到將來香港迪士尼樂園及昂坪360纜車引致載客量持續上升，因此提早訂購新列車。由於訂購時間緊迫且訂購數量少，而製造西班牙列車的機場鐵路列車（ACJV）聯合財團中的ADtranz已於2001年由龐巴迪運輸收購，因此地鐵只以早前購買的韓製列車為藍本，向南韓Rotem給予西班牙列車設計圖負責製造和訂購該類的增強型電動列車，因此所有內外設計均與機場鐵路Adtranz-CAF列車沒有太大分別。首列增強型列車已於2006年6月12日中午正式投入服務，第2及第3列已分別於2006年9月4日及10月6日投入服務，最後一列列車於2007年2月26日投入服務。
2018年7月，港鐵為V614/V814試驗性安裝車載軌道檢測系統、車輪環和減噪音液體瓶。而V615/V815和V613/V813後來安裝車載軌道檢測系統，並分別已在7月30日和8月6日重新投入服務；其後V616/V816在8月4日加裝車輪環和減噪音液體瓶。

## 特點
這款列車基本設計參考了機場鐵路列車而作出改良，例如鋁合金車身改成不銹鋼車身，將無動力車卡設於首卡和尾卡車廂。

### 車門設計
這款列車和將軍澳綫的市區綫韓製列車同樣採用了由奧地利iFE Doors（Knorr-Bremse子公司）生產的嵌入式車門，列車嵌入時，會停頓一兩秒。不過嵌入時是用氣壓直向和緊密地把車門吸回關門的位置，與車身間之門隙比滑動式車門和Adtranz-CAF 製列車細小。隔音效果比市區綫現代化列車和機場鐵路列車良好。特別限制了滑動式車門因車門與地台間空隙傳入的噪音。不過，正因這關門方式與機場鐵路列車一樣但不像機場鐵路列車留有縫隙，而是強力地壓回車身，如果手部放在車身與車門重疊位置便會被車門夾到。

### 車外設計
列車的工業設計和將軍澳綫的市區綫韓製列車一樣由英國Design Triangle負責，整體外型與將軍澳綫的市區綫韓製列車並無太大的差異。只是駕駛門至第一個客車門長度長多558 mm 和機場鐵路列車一樣不設目的地顯示屏。

### 車廂設計
這款列車的內部設計基本承襲自將軍澳綫的市區綫韓製列車。和東涌綫機場鐵路列車一樣不設港鐵資趣台。列車的窗口玻璃，車門玻璃和座椅兩側的屏風玻璃均由南韓KUKYOUNG G&M製造。車卡連貫通道和將軍澳綫的市區綫韓製列車一樣由瑞典Dellner Couplers AB提供。而車廂的旁板為蜂窩夾層式玻璃纖維面板，由南韓HANKUK公司負責製造。

### 主要機器配置
列車的牽引系統為三菱電機製造的IGBT-VVVF，不過磁勵音較市區線韓製列車尖銳以及爆音較遲。三菱電機同時為這款列車提供牽引電動機，輔助逆變器（SIV），列車管理系統（TMS）。德國Knorr-Bremse（克諾爾）則負責提供制動系統，空氣壓縮機。

## 試用新設備

### 加裝閉路電視
所有東涌綫韓製列車已安裝車廂內閉路電視系統，由鷹達科技有限公司（Roctec）提供。

## 大事年表
- 2004年9月：地鐵向Rotem訂購4列增強型列車，供東涌綫使用。
- 2006年6月至2007年2月：東涌綫四列韓製列車分別於2006年6月12日、2006年9月4日、2006年10月6日及2007年2月26日投入服務。
- 2019年9月1日：東涌站附近有示威活動，防暴警察和速龍小隊進入東涌站並衝入月台一列停駛列車（V615/V815）搜查，要求市民出示身份證。[2]
- 2021年4月19日：港鐵向伊藤忠批出客車動態路綫圖安裝工程合約，合約編號Q074946，總值$8,990,600元。[3]
- 2022年第三季及第四季起，第2-7卡車廂均拆除六個座位，並增設一個大型多用途空間和輪椅位。
- 2025年5月13日，所有東涌綫Rotem列車車門裝置翻新工程合約是由中國中車長春軌道客車股份有限公司奪得。

## 問題

### 車門及門膠
市區綫韓製列車投入服務初期，車門關上速度比較快，車門合上後隨即向內推，而非現時的關上一半、等待一兩秒之後再合上之後再內推。因此，車門夾到乘客的情況時有出現。經過立法會討論後，地鐵公司更換了新的車門軟件及控制晶片，更換後車門關閉較以前慢，而此列車則於投入服務時已經採用了新的車門控制組件。由於車門控制方式存儲於晶片當中，不能夠隨意更改，故導致現時亦只能夠以比較慢的速度關門。港鐵公司其後購入的市區綫中國製列車已經改回採用傳統的外置滑動式車門。

## 未來發展
為節省電源，港鐵已於2013年或之前，為前地鐵路線（不包括迪士尼綫）共136列列車，更換至採用發光二極體（LED）照明。
未來會逐步提升現時所有東涌綫的Rotem列車的車廂設備，包括更換乘客資訊系統（如增設港鐵車廂電視）、增設動態路線圖、車頭目的地顯示屏、更換橄攬型扶手、三角形軟硬膠混合吊環扶手、安裝煙霧感應器、空氣淨化機、車輪環、減噪音液體瓶及視野鏡頭。

## 圖片集

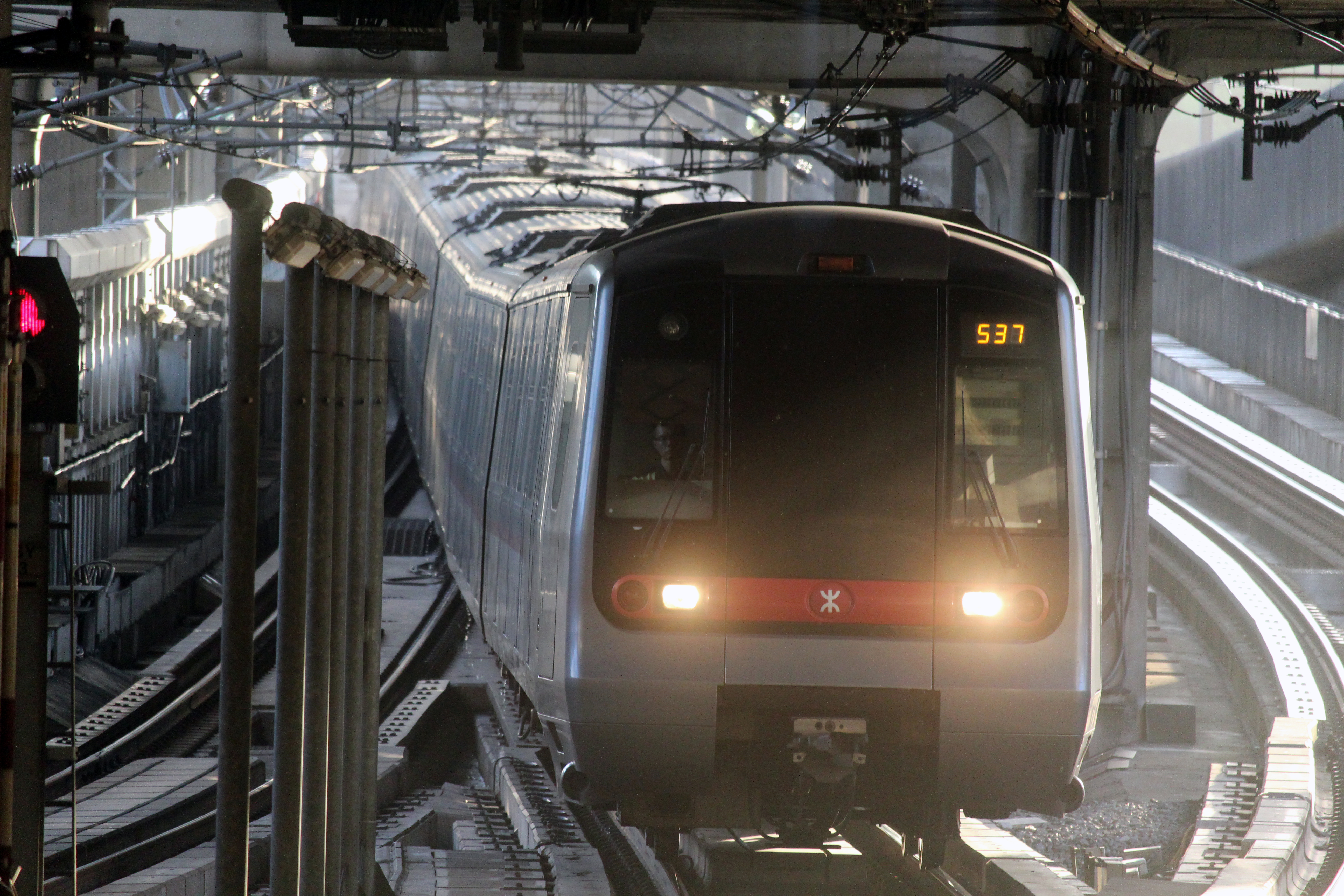
東涌綫韓製列車抵達青衣站4號月台（2016年7月）
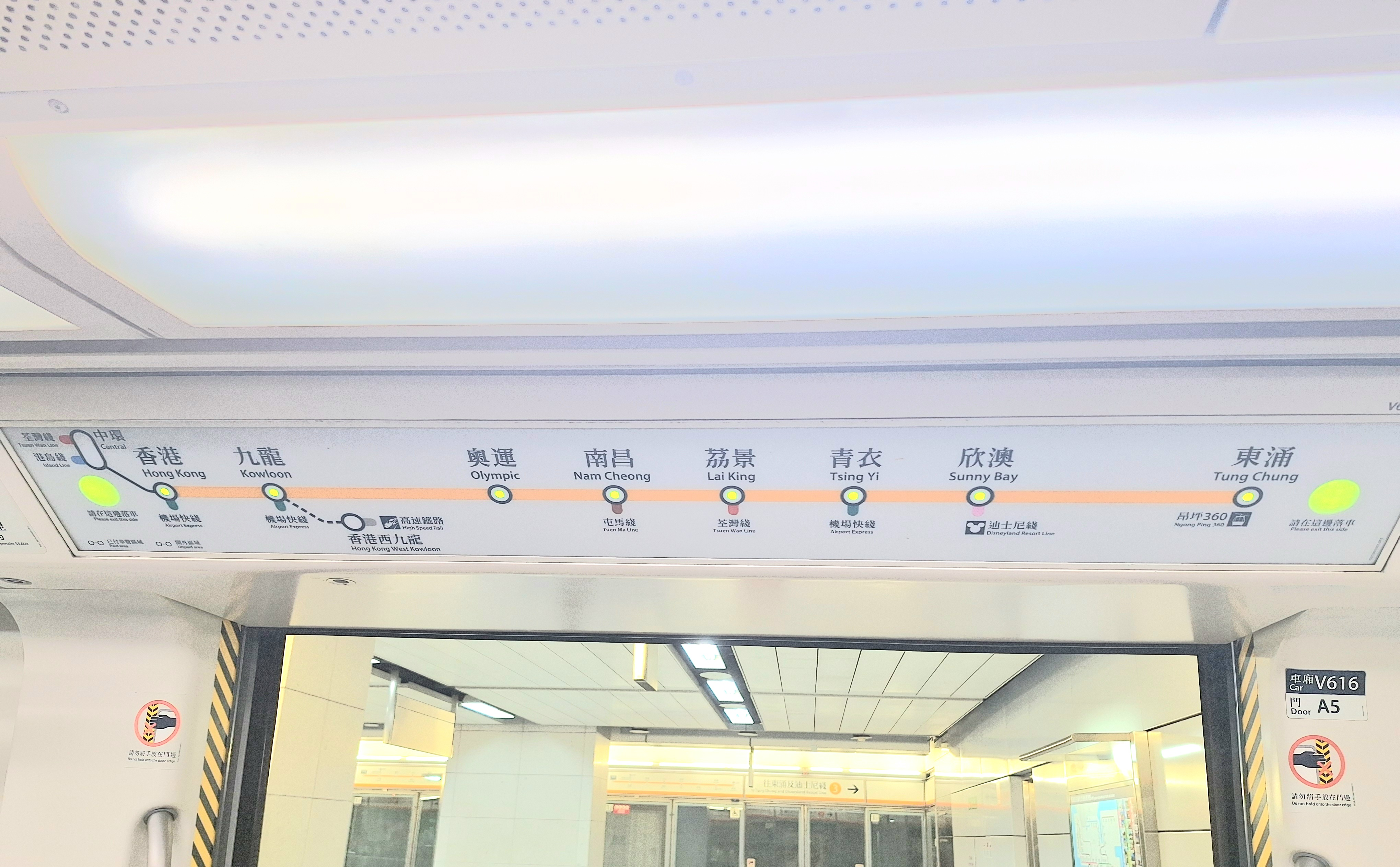
東涌綫韓製列車的閃燈路綫圖
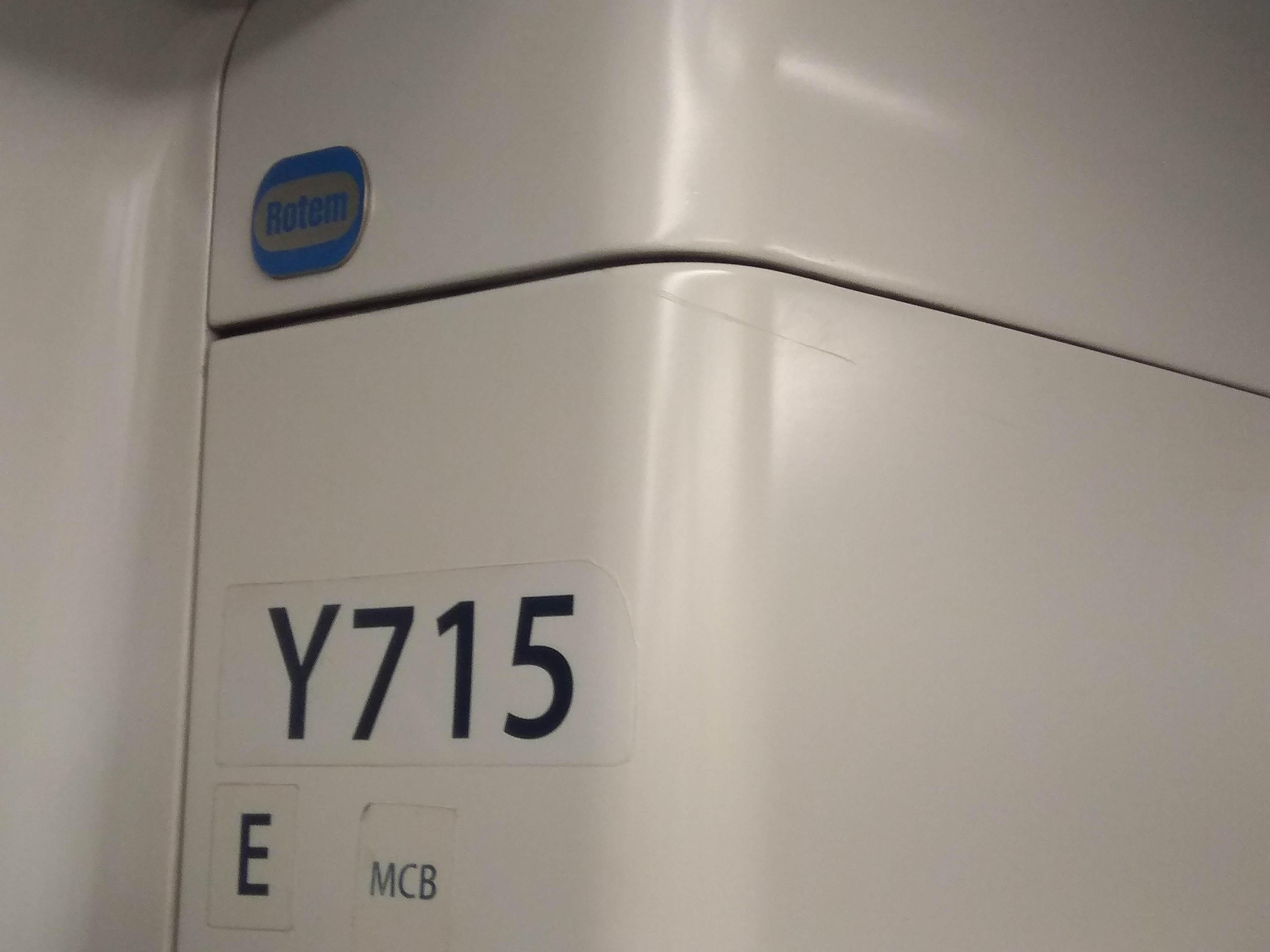
車廂內制造商Rotem的水牌
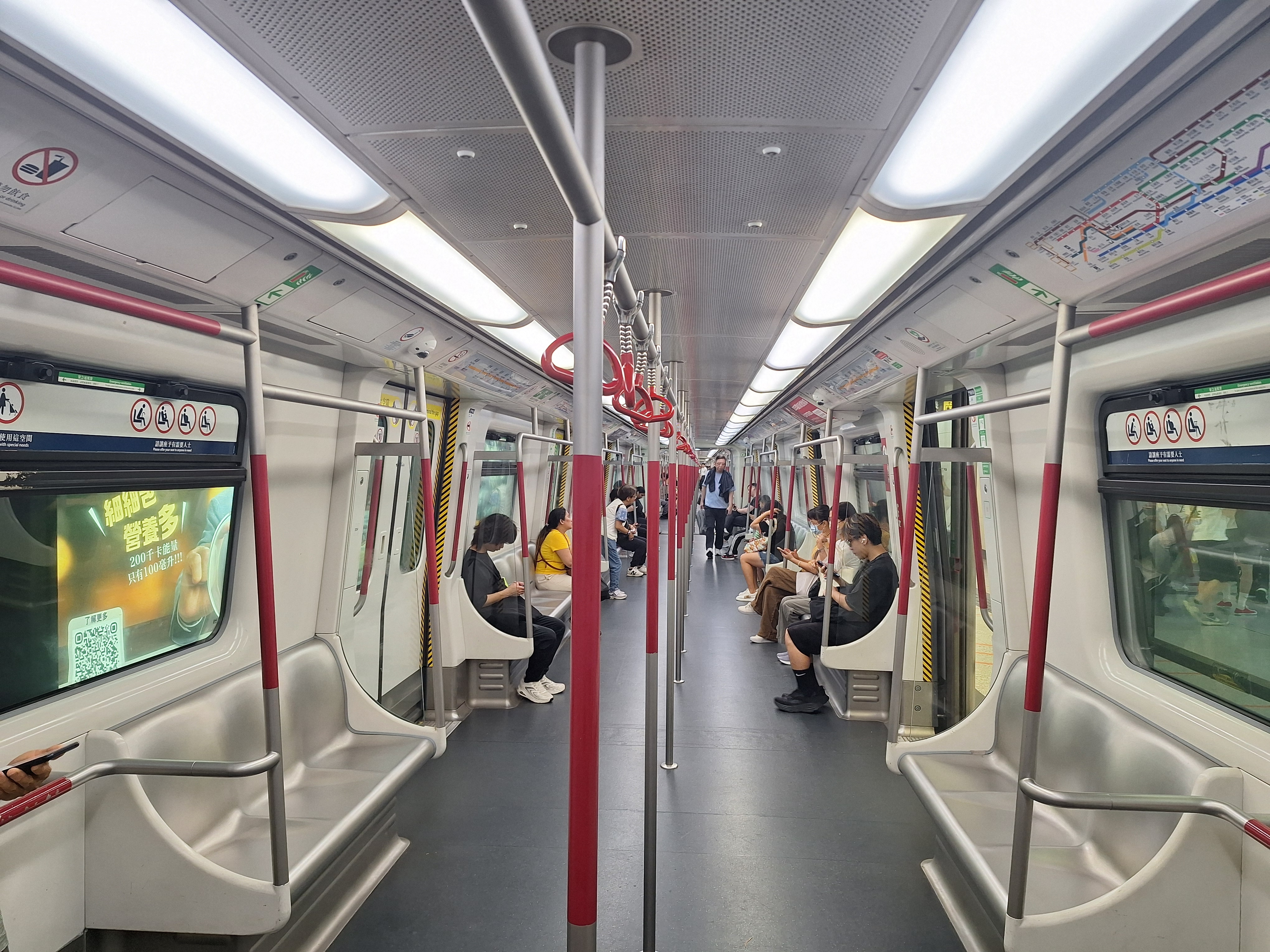
韓製列車內部（2025年7月）
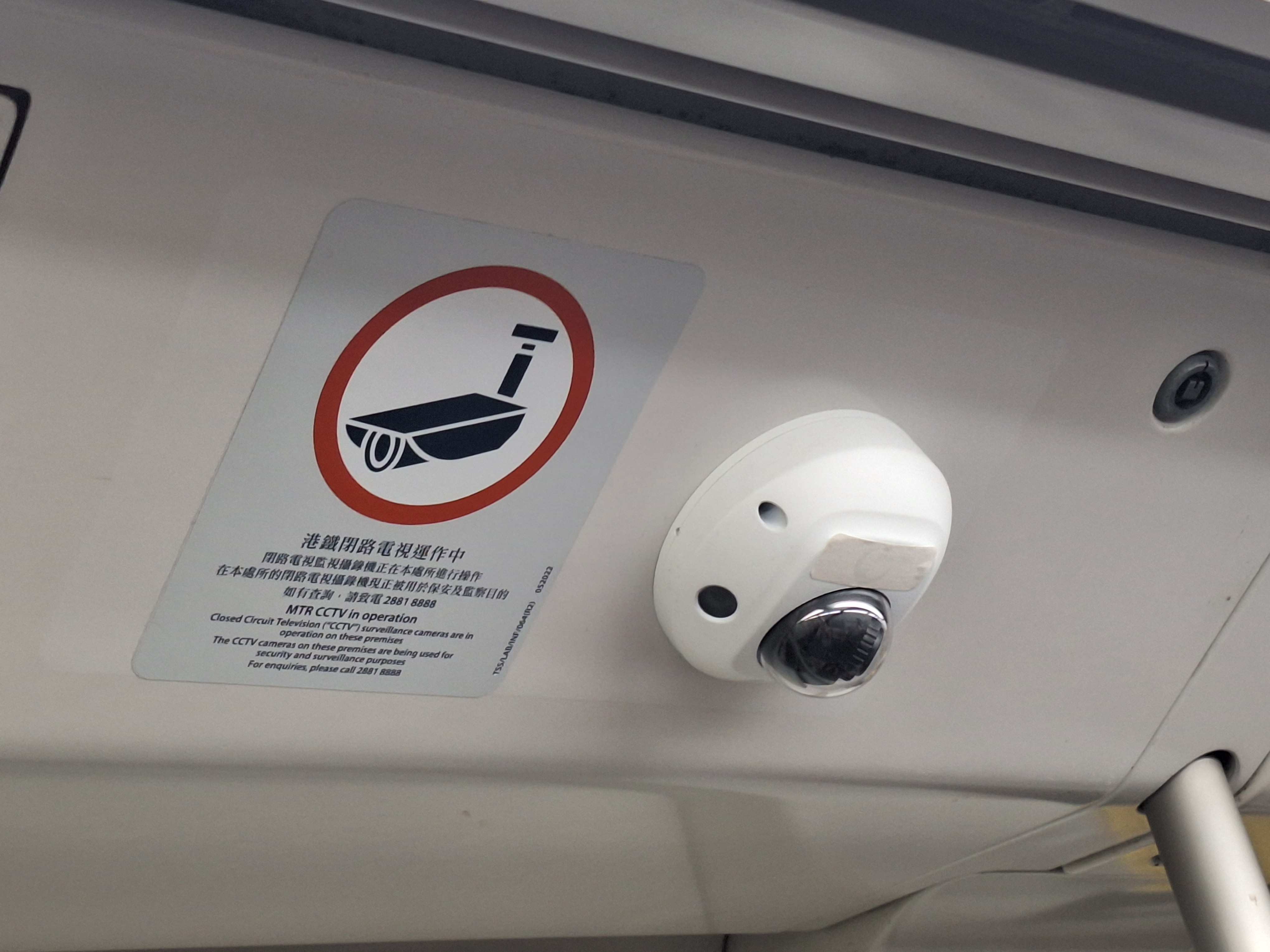
列車上的CCTV
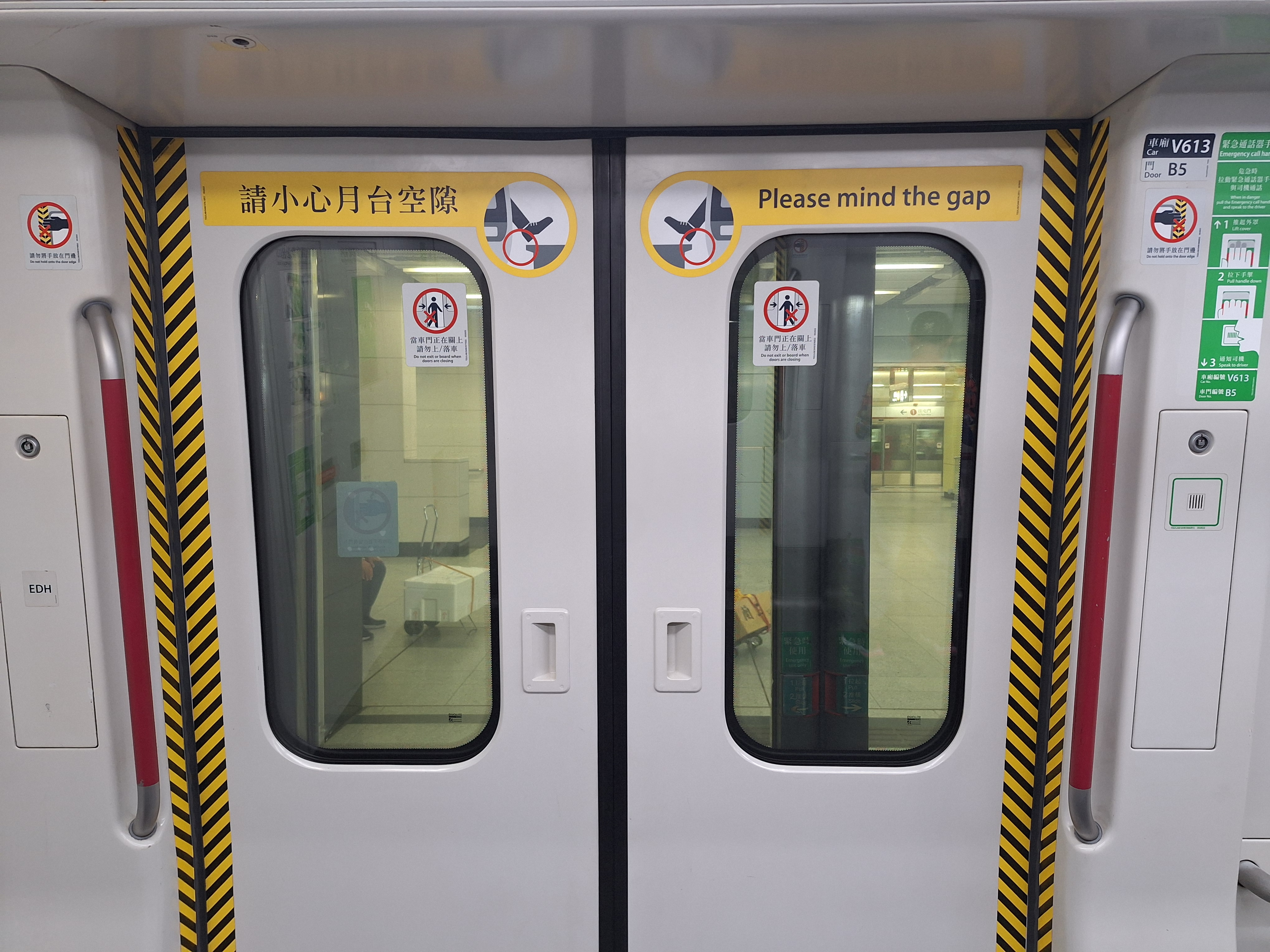
列車車門

## 外部連結
- MTR之今昔 （页面存档备份，存于）
- 香港鐵路大典上的相关条目：港鐵韓製列車